# 호바르 노르트베이트
호바르 노르트베이트(Håvard Nordtveit, 1990년 6월 21일, 바츠 ~ )는 노르웨이의 전 축구 선수로, 과거 노르웨이 축구 국가대표팀의 일원이었다.

## 클럽 경력

### FK 헤우게순
노르트베이트는 노르웨이의 바츠 94와 스쿌드에서 축구를 시작하였다. 2006년 8월 20일, 그는 2-0으로 승리한 손달과의 홈 경기에서 선발로 출전함에 따라, FK 헤우게순의 최연소 선수가 되었다. 그는 다음 시즌, 노르웨이 1부리그에 9경기 출장하였다. 같은 시즌, 그는 6-1로 승리한 뎨르브 1919와의 노르웨이 컵 1라운드에도 선발로 출장하였고, 뢰프-함과의 컵 3라운드에서도 33분에 교체 출전하여 1골을 득점하고, 팀의 4-0 승리를 도왔다. 헤우게순은 이 해에 컵 결승 진출에 성공하였다.

### 아스널 FC
아르센 벵거는 2007년 6월 11일, 아데콜리겐 경기를 관전하러 가서 노르트베이트와 영입 협상을 하였다. FK 헤우게순의 보드진은 아스널 FC와의 1차 협상을 거절하였다. 노르트베이트 자신은 거액의 이적료를 제시하였다고 언급하였다. 노르웨이의 언론에서 책정된 이적료는 20M 노르웨이 크로네였다. 2007년 7월 3일 이적료는 초기에 £0.5M이었으나, 1군 40경기 출장 이후, 최종적으로 £2M까지 상승하였다.
헤우게순의 주장 케빈 니콜과 전 노르웨이 축구 국가대표팀 감독 닐스 요한 셈은 유럽 내에서 가장 뛰어난 수비 영재라고 칭찬하였다.
그는 2007년 7월 14일, 바넷 FC와의 첫 프리시즌 친선전에서 아스널 FC 데뷔전을 치렀다. 그는 하프타임에 케레아 길베르트와 교체 투입되었다. 2007-08 시즌, 그는 리저브 프리미어리그에 속한 아스널 FC 리저브팀의 주장으로 선정되었다. 아스널 공식 홈페이지 인터뷰에서, 노르트베이트는 주장으로 선정된 것에 대해 "영광스럽다"는 반응을 보였고, 그는 미래에도 주장직을 맡기를 기대한다고 밝혔다.
2007-08 시즌, 그는 선덜랜드 FC와의 경기에서 55번을 받고 교체 명단에 이름을 올렸다.

### UD 살라망카와 릴레스트룀 SK 임대
2008년 8월 18일, 스페인 세군다 디비시온의 UD 살라망카는 2008-09 시즌의 절반인 6개월간 노르트베이트와 페드루 보텔류를 임대하기로 합의하였다. 그는 세비야 아틀레티코와의 2라운드 경기에서 교체 출전함으로써 살라망카 데뷔전을 치루었다.
아스널은 10월 29일에 출장시간이 줄어들자 그를 다시 불러냈다. 그러나, 2009년 1월 1일까지는 출장이 불가능하였다. 1월 21일, 그는 스토크 시티 FC와의 리저브팀 경기에서 UD 살라망카에서 돌아온 뒤 처음으로 리저브팀 경기에 출장하였다. 2009년 3월 10일, 노르웨이 티펠라겐의 릴레스트룀 SK는 그를 2009년 8월 1일까지 임대하기로 합의하였다.
노르트베이트는 2009년 3월에 임대로 같은해 8월 1일까지 릴레스트룀 SK에 임대되어 있었다. 그는 릴레스트룀 소속으로 스타백 IF과의 리그 개막 원정경기에서 라이트 백으로 출장하며 릴레스트룀 데뷔전을 치렀고, 임대 시기 내내 라이트 백으로 기용되었다.

### 1. FC 뉘른베르크 임대
2009년 7월 28일, 1. FC 뉘른베르크는 노르트베이트를 1년간 임대시키기로 합의하였다. 그는 센터백임에도 불구하고, 그가 뉘른베르크 소속으로 맡은 주요 포지션은 수비형 미드필더였다.

### 보루시아 묀헨글라트바흐
2010년 12월 30일, 노르트베이트는 보루시아 묀헨글라트바흐와 3년 반 계약을 체결하였다. 이적료는 £0.8M이었다. 노르트베이트는 2011년 1월 15일, 1. FC 뉘른베르크와의 분데스리가 18라운드 경기에서 묀헨글라트바흐 데뷔전을 치루었다. 아르센 벵거는 그에게 1군 경기 경험이 필요하다고 주장하며, 매각한 것을 다행이라고 생각하였다. 2011년 4월, 그는 독일무대 첫골을 1. FC 쾰른과의 5-1 경기에서 득점하였다. 그는 주로 수비형 미드필더로 기용되었으며, 마이클 브래들리의 공백을 메우며 보루시아 MG의 핵심 선수로 급부상하였다.

## 국가대표 경력
노르트베이트는 노르웨이 U-17 국가대표 주전 선수로, 2007년 UEFA 챔피언쉽에 안타깝게 출장하지 못하였다. 그는 이후, U-19 국가대표팀으로 승격되어 2009년 UEFA 챔피언쉽 예선에 출전하여, 2골을 기록하였지만, 팀은 본선 진출에 실패하였다. 그는 U-21 대표팀에서도 주전으로 2011년 UEFA 챔피언쉽 예선에도 출전하였다. 그는 2011년 6월 7일, 리투아니아 전에서 노르웨이 성인 국가대표 데뷔전을 치루었다.